# Драгослав Тодоровић
Драгослав Тодоровић Шиља (Париз, 3. новембар 1948 — Београд, 25. јун 2021) био је српски позоришни редитељ, глумац, пантомимичар и универзитетски професор.

## Биографија
Дипломирао је позоришну режију на Факултету драмских уметности у Београду 1979. године у класи професорке Борјане Продановић.
Као младић је живео у Хамбургу где је играо у локалним позориштима и кабареима и учио глуму.
Током своје каријере режирао је неколико десетина драмских и луткарских представа.
Учествовао је на свим релевантним националним и низу европских фестивала. Добио је својио пет награда Гранд при и десет других награда за режију.
Додељена му је награда за животно дело „Мали принц” Међународног фестивала позоришта за децу.
Предавао је на Факултету примењених уметности и Академији лепих уметности у Београду.

## Театрографија
- Разбојници, 04.10.1973, Београд, Савремено позориште[3]
- Волшебни магарац, 18.03.1977, Београд, Позориште „Бошко Буха” Београд[3]
- Медвед, 1978/1979, Зајечар, Народно позориште Тимочке крајине „Зоран Радмиловић”[3]
- Арсеник и старе чипке, 05.05.1979, Крушевац, Крушевачко позориште[3]
- Туђе дете, 28.03.1980, Сомбор, Народно позориште[3]
- Сабља димискија, 27.05.1980, Крушевац, Крушевачко позориште[3]
- Чемерика српска трава, 17.06.1981, Ужице, Народно позориште[3]
- Покондирена тиква, 07.05.1983, Крушевац, Крушевачко позориште[3]
- Краљевић Марко, 23.10.1985, Београд, Мало позориште 'Душко Радовић'[3]
- Мрешћење шарана, 18.02.1986, Зајечар, Народно позориште Тимочке крајине - Центар за културу Зоран Радмиловић[3]
- Бајка о Ивици и Марици, 07.02.1987, Народно позориште 'Тоша Јовановић'[3]
- Јанцси éс Јулиска, 21.02.1987, Зрењанин, Народно позориште 'Тоша Јовановић'[3]
- Ноћ богова, 05.11.1987, Зајечар, Народно позориште Тимочке крајине - Центар за културу Зоран Радмиловић[3]
- Ноћ борова, 05.11.1987, Зајечар, Народно позориште Тимочке крајине - Центар за културу Зоран Радмиловић[3]
- Ескимска Бајка, 20.01.1991, Београд, Мало позориште 'Душко Радовић'[3]
- Хилперик, 13.02.1992, Зрењанин, Народно позориште 'Тоша Јовановић'[3]
- Сетио сам се, 17.11.1992, Београд, Мало позориште 'Душко Радовић'[3]
- Магичне руке, 25.09.1993, Београд, Позориште 'Бошко Буха'[3]
- Најлепша лука, 13.09.1997, Београд, Мало позориште 'Душко Радовић'[3]
- Велика крађа сатова, 19.09.1997, Београд, Мало позориште 'Душко Радовић'[3]
- Петар Пан, 01.12.1998, Београд, Позориште Лутака 'Пинокио'[3]
- Обућар са срцем Петра Пана, 22.12.1998, Београд, Позориште Лутака 'Пинокио'[3]
- Ловачка прича, 17.02.2001, Суботица, Дечје позориште[3]
- Добар, рђав, марионета, 23.03.2001, Београд, Позориште Лутака 'Пинокио'[3]
- Чими, 11.12.2001, Суботица, Дечје позориште[3]
- Цар Бумбар, 10.04.2003, Зрењанин, Народно позориште 'Тоша Јовановић'[3]
- Ивице, 30.09.2003, Београд, Позориште Лутака 'Пинокио'[3]
- Себастијан и босонога, 02.06.2004, Ниш, Позориште лутака[3]
- Капетан Џон Пиплфокс, 10.11.2004, Зрењанин, Народно позориште 'Тоша Јовановић'[3]
- Куку Тодоре, 26.09.2005, Београд, Позориште Лутака 'Пинокио'[3]
- Куку три Тодора, 10.10.2005, Београд, Позориште Лутака 'Пинокио'[3]
- Андерсенови кувари, 05.12.2005, Београд, Мало позориште 'Душко Радовић'[3]
- Корак по корак, 14.09.2006, Зрењанин, Народно позориште 'Тоша Јовановић'[3]
- Конац дело краси, 20.12.2007, Београд, Мало позориште 'Душко Радовић'[3]
- Гуливерово путовање, 14.04.2009, Београд, Позориште Лутака 'Пинокио'[3]
- James és az óriás barack, 15.06.2009, Суботица, Дечје позориште[3]
- Џејмс и џиновска бресква, 17.06.2009, Суботица, Дечје позориште[3]
- Царев славуј, 14.12.2010, Београд, Позориште Лутака 'Пинокио'[3]
- Црвенкапа, 28.09.2011, Нови Сад, Позориште младих[3]
- Кнегињица и загонетке, 02.02.2013, Крагујевац, Позориште за децу[3]
- Велики доброћудни џин, 30.04.2013, Зрењанин, Народно позориште 'Тоша Јовановић'[3]
- Похвала снегу, 20.09.2014, Нови Сад, Новосадски нови театар[3]
- Три прасета, 12.12.2014, Београд, Мало позориште 'Душко Радовић'[3]
- Зец, корњача и компанија, 19.02.2015, Зрењанин, Народно позориште 'Тоша Јовановић'[3]
- Циркус Марио и Нета, 25.03.2016, Београд, Мало позориште 'Душко Радовић'[3]
- Јежева кућица, 08.09.2016, Београд, Позориште Лутака 'Пинокио'[3]
- Месингани коњ, 20.11.2018, Београд, Позориште Лутака 'Пинокио'[3]
- Вук који је испао из књиге, 25.04.2019, Ниш, Позориште лутака[3]